# António Ribeiro dos Reis
António Ribeiro dos Reis (10 luglio 1896 – 3 dicembre 1961) è stato un calciatore, allenatore di calcio e giornalista portoghese. Assieme a Cândido de Oliveira, fondò il giornale A Bola.

## Carriera

### Giocatore
Originario di Lisbona, Reis giocò nel Benfica dal 1914 al 1925.
Fu convocato in una sola occasione nel Portogallo, nel 1921.

### Allenatore
Dal 1921 al 1923 fece parte del comitato selezionatore della Nazionale portoghese. In seguito, dal 1925 al 1926 fu commissario tecnico della nazionale lusitana. Fu poi allenatore del Benfica in vari periodi.
A lui fu dedicata la Taça Ribeiro dos Reis che andò in scena dal 1961 al 1971.

## Palmarès

### Giocatore

#### Competizioni regionali
- Campionato di Lisbona: 4

Benfica: 1915-1916, 1916-1917, 1917-1918, 1919-1920

### Allenatore

#### Competizioni nazionali
- Campionato portoghese: 1

Benfica: 1931